# Sveti Sebastijan
Sebastijan (oko 255. – Rim, oko 287.) je bio kršćanski mučenik i svetac, ubijen tijekom Dioklecijanovog progona kršćana u 3. stoljeću.

## Životopis
Rođe je u dobrostojećoj kršćanskoj obitelji u Narbonni u Francuskoj, a odgojen je u Milanu u Italiji. Kao mladić stupio je u carsku vojsku te je postao visok časnik u rimskoj vojsci. Godine 284. plemići Marko i Marcelijan bačeni su u tamnicu te osuđeni na smrt zbog kršćanstva. Sebastijan ih je svakodnevno posjećivao u tamnici kako bi ih tješio.
Car Dioklecijan ga ubrzo postavlja za načelnika dvorske garde. Neki viši časnik prijavio je Dioklecijanu kako Sebastijan brani kršćane od progona. Car je zatim zapovijedio da Sebastijana svežu o drvo i gađaju strjelicama dok ne umre.
Irena, udovica svetog Kastula, željela je noću potajno pokopati njegovo tijelo, ali je shvatila da je još živ te ga odvela na brigu u svoju kuću. Kad je car jednom išao u hram Sebastijan ga je susreo i prigovorio mu za njegova zlodjela. Car ga je zatim dao batinama tući dok nije ostao mrtav.
Tijelo mu je zatim bačeno u kanal otpadnih voda. Neka Rimljanka Lucina pronašla je njegovo tijelo i dala ga sahraniti u katakombama gdje je kasnije podignuta bazilika njemu u čast – San Sebastiano fuori le mura.

## Štovanje
Sveti Sebastijan se smatra zaštitnikom: zaraženih od kuge, ratnih invalida, kamenoklesara, strijelaca, lovaca, vatrogasaca, policajaca i vojnika. I glavni grad Hrvatske, Zagreb, ubraja ga među svoje zaštitnike.
Spomendan mu se slavi 20. siječnja..
Sebastijanovo mučeništvo bilo je omiljena tema renesansnih umjetnika, a prikazivali su ga, među ostalima, Gian Lorenzo Bernini, Sandro Botticelli, Andrea Mantegna, Perugino i El Greco. Obično se prikazuje kao mladić zavezan za stablo ili stub i proboden strijelama.

### Knjige
- Lach, Maksimilijan. 1939. Životi svetaca za svaki dan u siječnju. 1. Hrvatsko književno društvo sv. Jeronima u Zagrebu. Zagreb.
- Koledar svih svetaca i svetica božjih ili životi svetaca za sve dheve godišta i sve godišnje svetkovine pomične i nepomične i potpuni privod rimskoga martirologija. Narodna tiskara. Split. 1838

### Mrežna sjedišta
- St. Sebastian (engleski). Britannica. Pristupljeno 9. veljače 2025.

## Vanjske poveznice
Ostali projekti
|  | Zajednički poslužitelj ima još gradiva o temi Sveti Sebastijan |